# Telangana
Telangana (telugu: తెలంగాణ) je savezna država Indije koja se nalazi u centralno-južnom djelu Indijskog potkontinenta. S površinom od 112 077 km² i 35 193 978  stanovnika prema popisu iz 2011., 11. je savezna država Indije po veličini i 12. po broju stanovnika. Glavni i najveći grad je Hyderabad, koji je četvrti najveći grad Indije, a veći gradovi su Warangal, Nizamabad i Karimnagar. Telangana graniči sa saveznim državama Maharashtra na sjeveru, Chhattisgarh na sjeveroistoku, Karnataka na zapadu, te Andhra Pradesh na istoku i jugu.
Država je podjeljena na 12 gradova, 33 distrikta, te 132 općine.

## Stanovništvo

### Jezik
Službeni jezik Telangane je telugu, a drugi je službeni jezik urdu. Oko 75.4 % koristi telugu, a 12.1 % urdu jezik.

### Religija
85.1% stanovnika su hinduisti, 12,7 % muslimani, 1,3 % kršćani, te 0,9 % ostali.

### Pismenost
66,46 % stanovnika je pismeno, najviše u distriktu Hyderabad(80,96 %), a najmanje u distriktu Mahabubnagar (56,06 %)